# Zemětřesení v Oklahomě 2016
Zemětřesení v Oklahomě 2016 bylo nejsilnějším zemětřesením v této oblasti v roce 2016. Došlo k němu 3. srpna 2016 ve 14:02 místního času v hloubce 4,5 kilometru a mělo sílu 5,6 momentové škály. Později byla síla zemětřesení upřesněna na 5,8 momentové škály. Zemětřesení mělo maximální sílu VII (velmi silné) na Mercalliho stupnici a poškodilo silně obce Pawnee a Fairfax, ležící v Oklahomě. Zemětřesení bylo cítit více než 900 kilometrů od epicentra a cítilo ho více než 1 milion lidí. V době zemětřesení bylo v nebezpečné oblasti více než 3 tisíce lidí. Zemětřesení napáchalo škody ve státech Oklahoma, Missouri, Nebraska, Arkansas, Kansas a Texas. Padaly úlomky budov, někdy komíny a v obchodech padalo zboží. Při zemětřesení byl zraněn 1 člověk v Pawnee po pádu komínu a 1 člověk měl středně silně poničený dům, který se stal náchylný ke zřícení. Celkem bylo registrováno zhruba dalších 20 dotřesů, z nichž měl jeden sílu 3,6 momentové škály. Toto zemětřesení vyrovnalo svou silou zemětřesení v Oklahomě z roku 2011, které mělo též sílu 5,6 momentové škály.